# Скакун Віталій Юрійович
Віталій Юрійович Скакун (нар. 11 квітня 1991) — український футболіст, півзахисник.
Виступав за: СДЮШОР (Тернопіль) (2004), «BRW-ВІК» (Володимир-Волинський, Волинська обл.), «Нива» (Тернопіль).